# HD 216446
HD 216466 är en dubbelstjärna belägen i den norra delen av stjärnbilden Cepheus. Den har en kombinerad skenbar magnitud av ca 4,77 och är svagt synlig för blotta ögat där ljusföroreningar ej förekommer. Baserat på parallax enligt Gaia Data Release 2 på ca 10,2 mas, beräknas den befinna sig på ett avstånd på ca 319 ljusår (ca 98 parsek) från solen. Den rör sig närmare solen med en heliocentrisk radialhastighet på ca -32 km/s. och beräknas ligga på ett avstånd av 188,7 ljusår från solen om 1,876 miljoner år.

## Egenskaper
Primärstjärnan HD 216446 A är en orange till gul jättestjärna av spektralklass K3 III.  Den har en radie som är ca 25 solradier och har ca 193 gånger solens utstrålning av energi från dess fotosfär vid en genomsnittlig effektiv temperatur av ca 4 300 K.
Följeslagaren HD 216446 B är en stjärna av magnitud 9,60, som ligger separerad med 3,50 bågsekunder från primärstjärnan vid en positionsvinkel av 38°, år 1992.